# ديفيد إلدريدج
ديفيد إلدريدج (بالإنجليزية: David Eldridge)‏ هو كاتب وكاتب مسرحي بريطاني، ولد في 20 سبتمبر 1973 في رومفورد في المملكة المتحدة.

## وصلات خارجية
- ديفيد إلدريدج على موقع IMDb (الإنجليزية)
- ديفيد إلدريدج على موقع قاعدة بيانات برودواي على الإنترنت (الإنجليزية)
- ديفيد إلدريدج على موقع قاعدة بيانات الفيلم (الإنجليزية)